# Thelma Davies
Pour les articles homonymes, voir Davies.
Thelma Davies, née le 8 mai 2000 au Liberia, est une athlète américano-libérienne spécialiste du sprint.

## Carrière
Sous les couleurs des États-Unis, Thelma Davies remporte la médaille d'argent du 100 mètres et la médaille d'or du relais 4 × 100 mètres aux Championnats panaméricains juniors d'athlétisme 2019 à San José.
Elle concourt depuis 2024 sous les couleurs du Liberia et remporte la médaille de bronze du relais 4 × 100 mètres aux Championnats d'Afrique d'athlétisme 2024 à Douala.
Elle est nommée porte-drapeau de la délégation du Liberia aux Jeux olympiques d'été de 2024 à Paris en compagnie de l'athlète Emmanuel Matadi.